# Кагизман
Кагизман (тур. Kağızman) — місто та район в провінції Карс, Туреччина. Населення — 13 504 особи (2009). Висота над рівнем моря — 1321 м.

## Історія
У 1878–1917 Кагизман був центром Кагизманського округу Карської області Російської імперії.
У 1918–1920 входив до складу Республіки Вірменія. З підписанням Карського договору 1920 Кагизман перейшов до Туреччини.

Виходячи з переказів про походження чеченців, Кагизман був певний час житлом для нахчаматіанів, що прийшли туди з Нахчувану. З Кагизману частина прачеченцев переселилася в Ерзурум.